# پناهگاه خواجه‌فیل
منطقه حفاظت‌شده خواجه‌فیل (انگلیسی: Hojapil Sanctuary) یک منطقه حفاظت‌شده در ترکمنستان است.
خواجه‌فیل بخشی است از منطقه حفاظت‌شده طبیعی کویتن‌داغ.